# Große Sterndolde
Die Große Sterndolde (Astrantia major) ist eine Pflanzenart aus der Gattung Sterndolde (Astrantia) innerhalb der Familie der Doldenblütler (Apiaceae).

## Beschreibung

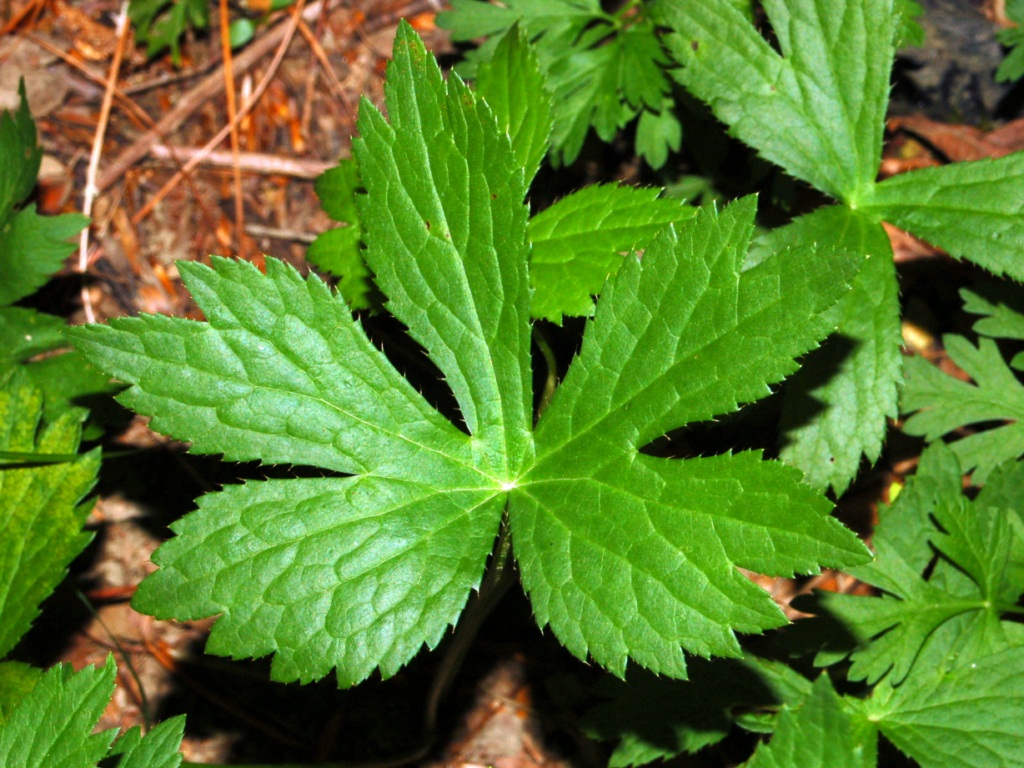
Laubblatt

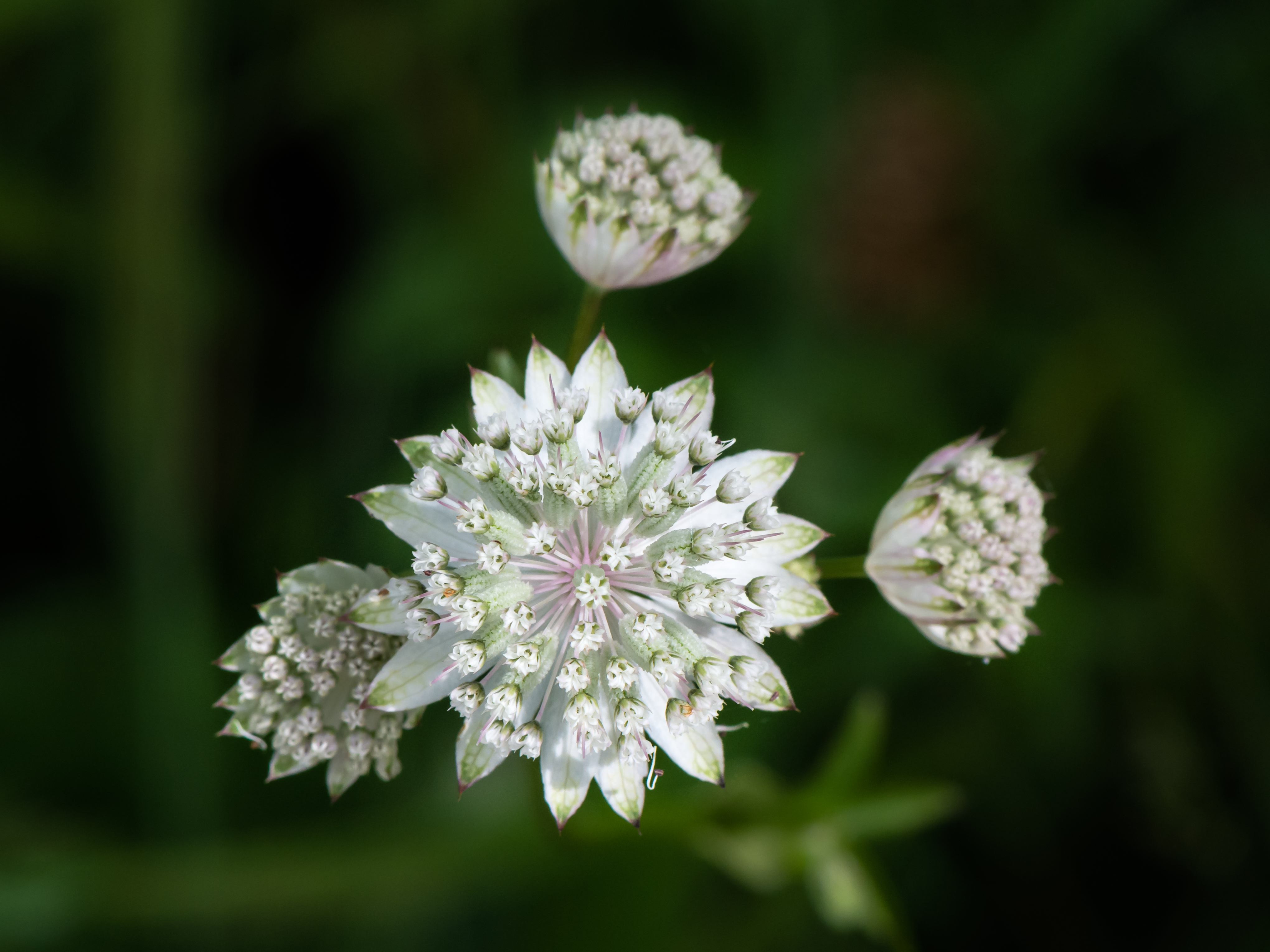
Blütenstand

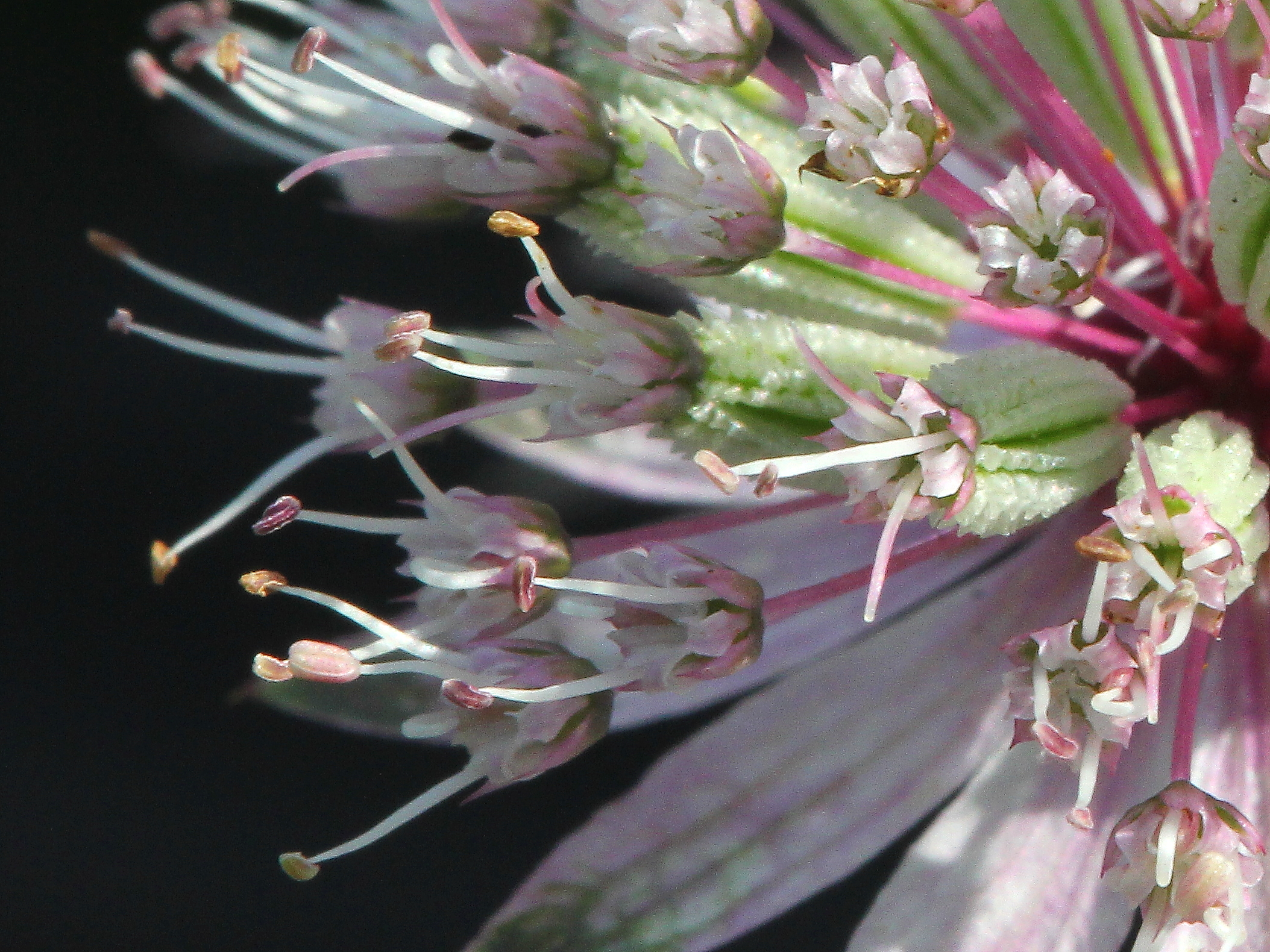
Detailansicht der Einzelblüten

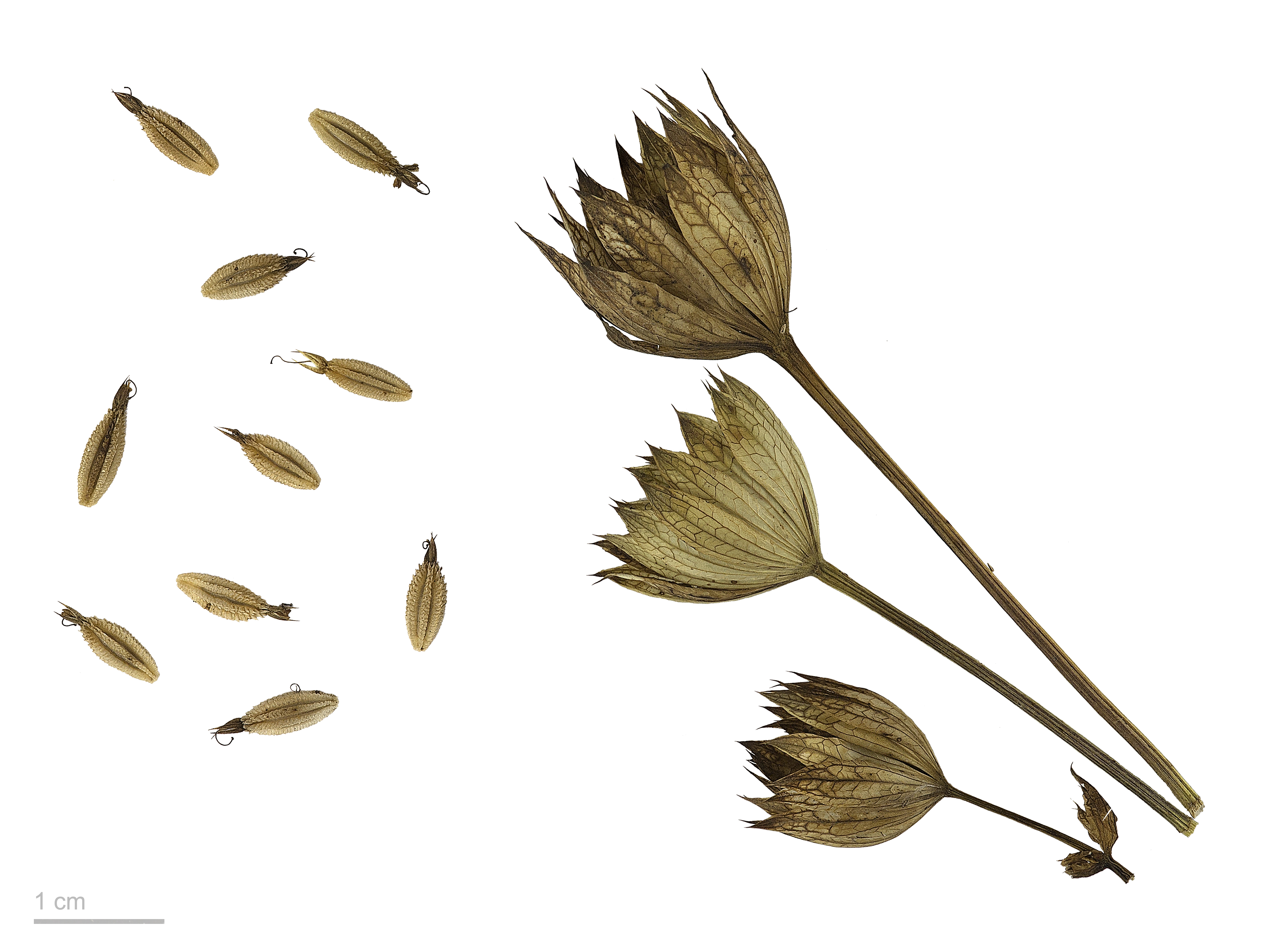
Fruchtstand und Achänen

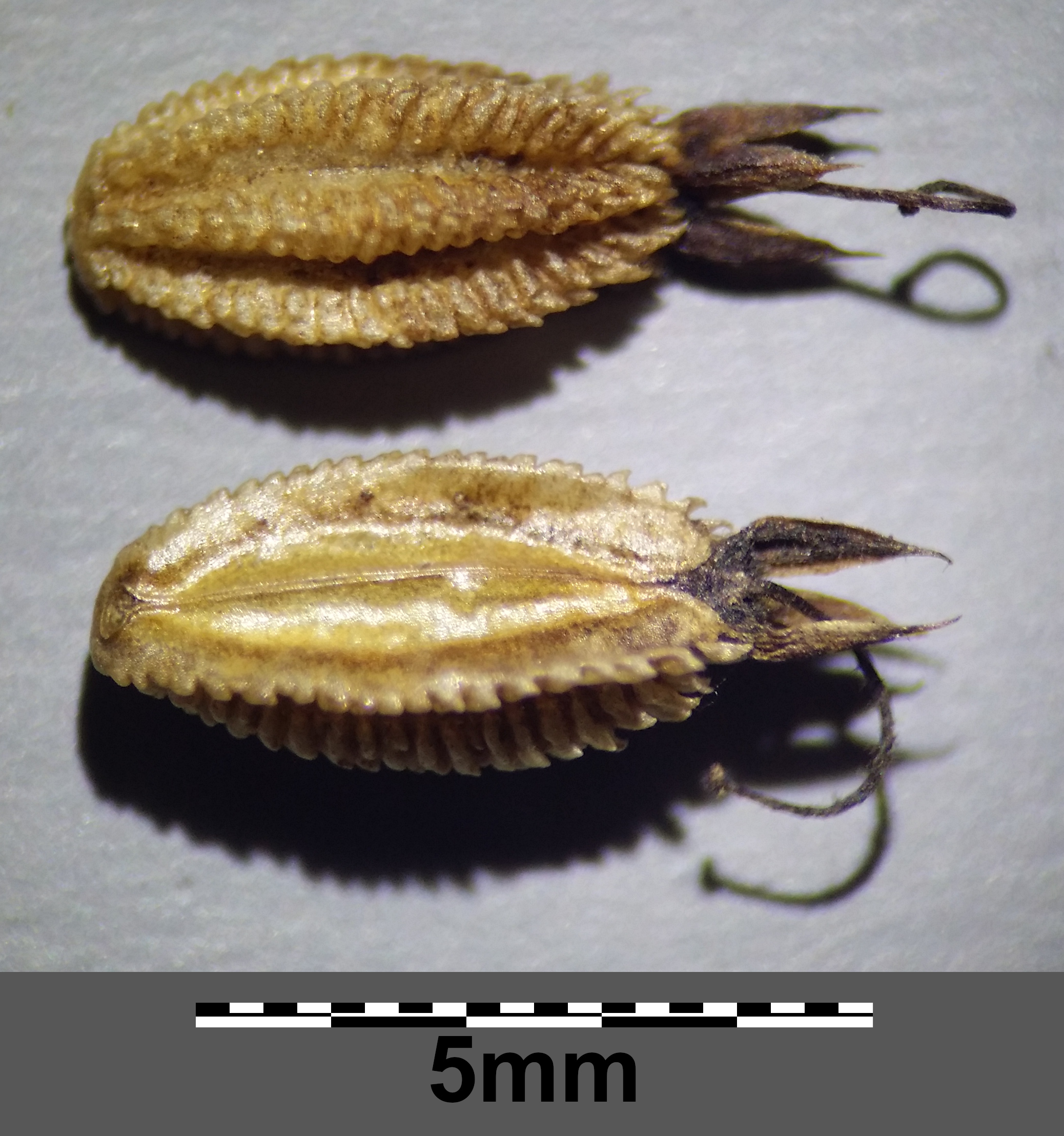
Achänen

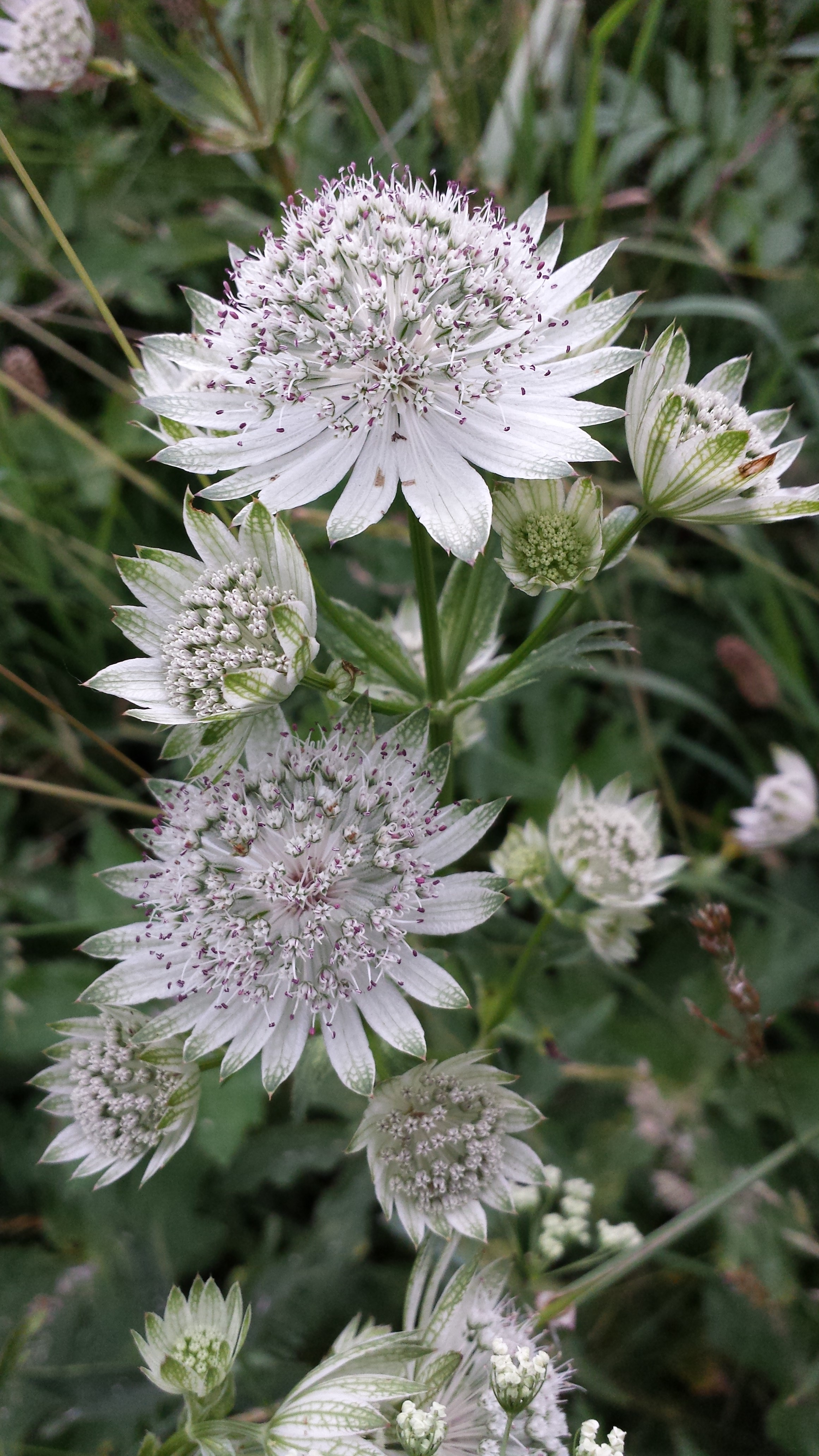
Kärntner Groß-Sterndolde (Astrantia major subsp. involucrata)

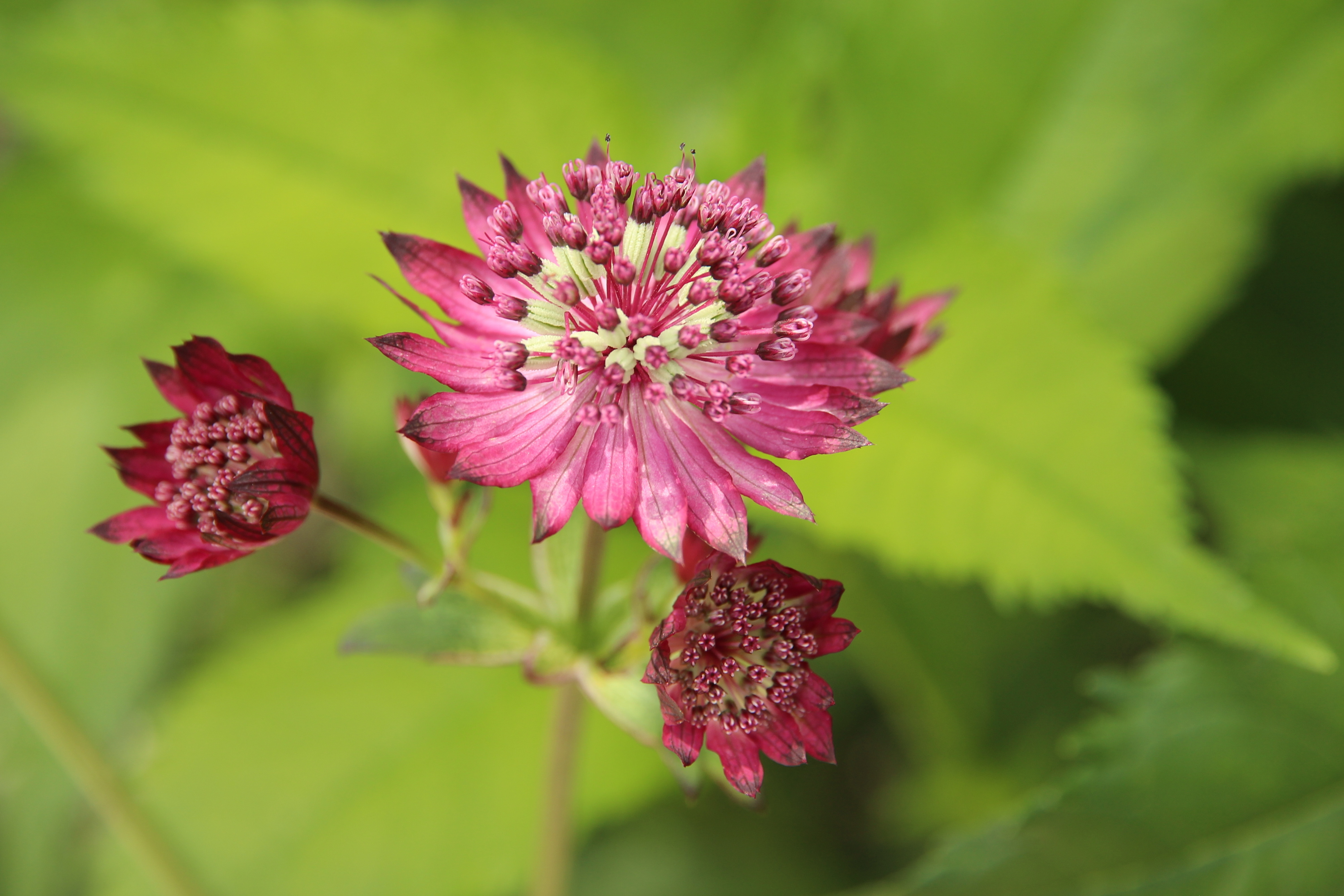
Sorte ‘Ruby Cloud’

### Vegetative Merkmale
Die Große Sterndolde wächst als ausdauernde krautige Pflanze und erreicht Wuchshöhen von meist 30 bis 100, selten bis zu 150 Zentimetern. Die Grundachse ist schief, dick walzlich und mit langen schwarzen Fasern besetzt. Der hohe kahle, aufrechte oder aufsteigende, wenig verzweigte Stängel ist nur wenig beblättert. Die fünf- bis siebenteiligen Laubblätter haben grob gezähnte Lappen. Die beiden seitlichen Lappen sind hierbei oft miteinander verwachsen. Die Grundblätter sind 10 bis 20 Zentimeter breit und sind somit etwas größer als die Stängelblätter. Die unteren Laubblätter sind langgestielt.

### Generative Merkmale
Der Stängel verzweigt sich am oberen Ende und trägt je eine Dolde. Eine große Dolde überragt meist die übrigen. Jede Dolde wird von vielen derben Hüllblättern umgeben, die schmal lanzettlich sind und grünlich-weiß bis rötlich gefärbt sein können. Am Grund verwachsen, enden sie spitz mit gut erkennbaren Quernerven. Die sehr kleinen Blüten stehen zahlreich in einer dichten, einfachen Dolde.
Die männlichen und die zwittrigen Blüten stehen regellos gemischt. Sie besitzen noch einen deutlichen Kelch. Die Kelchzähne sind so lang oder länger als die Kronblätter und sind am Rand fein gesägt. Die weißlichen Kronblätter sind bei einer Länge von 1 bis 1,5 Millimetern verkehrt-eiförmig bis keilförmig und haben ein rechteckiges oder dreieckiges, an der Spitze gefranstes, eingebogenes Läppchen. Die Staubblätter ragen weit vor.
Die dichtgeschuppte und rippige Doppelachäne ist 4 bis 6, selten bis zu 7 Millimeter lang.
Die Chromosomenzahl beträgt 2n = 14 oder 28.

## Ökologie und Phänologie
Die Große Sterndolde ist ein Hemikryptophyt und eine Schaftpflanze.
Die sternförmigen Hüllblätter täuschen eine einzige große Blume vor, was für Doldenblütler untypisch ist. Die Blüten sind „Körbchenblüten“ in Analogie zu den Korbblütlern. Neben zwittrigen Blüten kommen auch rein männliche mit langen Stielen und verkümmerten Fruchtknoten sowie kurzstielige weibliche Blüten vor. Die Blüten sind vormännlich; die männlichen Blüten können benachbarte zwittrige Blüten bestäuben, man spricht in diesem Fall von Nachbarbestäubung. Bei einbrechender Dunkelheit krümmen sich die Doldenstiele nach unten, so dass der Pollen vor Feuchtigkeit geschützt ist. Der Insektenbesuch ist spärlich. Die Blütezeit reicht von Juni bis August, oder von Mai bis September.
Die Diasporen sind als Doppelachänen ausgebildete Spaltfrüchte; sie sind Windstreuer, wahrscheinlich kommt es auch zur Zufallsausbreitung durch Weidetiere. Fruchtreife ist von September bis Oktober. Die Doppelachänen sind Kältekeimer.
Auf der Großen Sterndolde leben die Pilzarten Puccinia aegopodii, Puccinia enormis, Leptosphaeria umbrosa und Fabraea astrantiae.

## Vorkommen
In Europa reicht das Verbreitungsgebiet von Spanien über den Balkan bis zum Kaukasusraum. Die Sterndolde ist in den Alpen häufig. Sie ist bis zu einer Höhenlage von 2000 Metern anzutreffen, die sie z. B. auf der Mutte an der Jöchelspitze in den Allgäuer Alpen in Tirol erreicht. Auch in Graubünden und im Aostatal steigt sie bis zu einer Höhenlage von 2000 Meter auf. Auf der Iberischen Halbinsel erreicht Astrantia major eine Höhenlage von 2280 Meter. Die tiefsten Vorkommen liegen in Baden-Württemberg bei einer Höhenlage von etwa 390 Metern und im Kanton Wallis bei einer Höhenlage von etwa 390 Metern, im Kanton Tessin bei 220 Metern.
Standorte sind meist Bergwiesen, Bergwälder und Hochstaudenfluren auf feuchte, kalkhaltigen Lehmböden. Die Große Sterndolde kommt in Pflanzengesellschaften des Verbands Caricion ferrugineae sowie des Polygono-Trisetion vor, auch im Alno-Ulmion.
Die ökologischen Zeigerwerte nach Landolt et al. 2010 sind in der Schweiz: Feuchtezahl F = 3+ (feucht), Lichtzahl L = 3 (halbschattig), Reaktionszahl R = 4 (neutral bis basisch), Temperaturzahl T = 2+ (unter-subalpin und ober-montan), Nährstoffzahl N = 3 (mäßig nährstoffarm bis mäßig nährstoffreich), Kontinentalitätszahl K = 3 (subozeanisch bis subkontinental).

## Systematik
Die Erstveröffentlichung von Astrantia major erfolgte 1753 von Carl von Linné in Species Plantarum, Tomus I, Seite 235.
Das Artepitheton major für „größer“ bezieht sich auf die Wuchshöhe im Vergleich zur Kleinen Sterndolde (Astrantia minor).
Nach Ralf Hand gibt es einige Unterarten:
- Astrantia major subsp. apenninica Wörz (Syn.: Astrantia major var. apenninica (Wörz) Reduron): Dieser Endemit kommt in Italien nur im Apennin vor.[8]
- Astrantia major subsp. biebersteinii (Trautv.) I.Grinţ. (Syn.: Astrantia biebersteinii Trautv.): Sie kommt in Aserbaidschan und im Kaukasusraum vor.[8]
- Astrantia major subsp. elatior (Friv.) K.Malý (Syn.: Astrantia elatior Friv.): Sie kommt in Serbien, Bosnien und Herzegowina, Montenegro und in Nordmazedonien vor.[8]
- Kärntner Groß-Sterndolde (Astrantia major subsp. involucrata (W.D.J.Koch) Ces., Syn.: Astrantia major var. involucrata W.D.J Koch; Astrantia major subsp. carinthiaca (Hoppe) Arcang.): Die Hülle ist fast zweimal so lang wie die Dolde. Sie kommt in Spanien, Frankreich, Deutschland, Italien, Slowenien, Österreich, Montenegro und Bulgarien vor.[8] Diese Unterart fehlt in Österreich nur in Wien, Burgenland und Niederösterreich. In „Großbritannien“ ist sie ein Neophyt.[8] Sie gedeiht in Pflanzengesellschaften der Verbände Caricion ferrgineae, Polygono-Trisetion oder Adenostylion.[3]
- Gewöhnliche Groß-Sterndolde (Astrantia major L. subsp. major): Die Hülle ist meist so lang wie oder nur wenig länger als die Dolde. Sie kommt in Frankreich, Deutschland, in der Schweiz, Tschechien, Polen, Slowakei, Österreich, Liechtenstein, Slowenien, Italien, Ungarn, Serbien, Bosnien-Herzegowina, Mazedonien, Albanien, Bulgarien und Rumänien vor.[8] In Großbritannien ist sie ein Neophyt.[8] Diese Unterart kommt in Österreich in allen Bundesländern vor.
- Astrantia major subsp. pyrenaica Wörz (Syn.: Astrantia major var. pyrenaica (Wörz) Reduron): Dieser Endemit kommt nur in den Pyrenäen von Spanien sowie Frankreich vor.[8]

## Trivialnamen
Weitere volkstümliche Namen sind auch Sternblume, Große Strenze, Stränze, Moister, Rietdolden und Holznägeli.
Durch die Ähnlichkeit ihrer Blätter mit dem Wald-Sanikel (Sanicula europaea) wird sie auch als Schwarzer Sanikel (nach dem schwarzen „Wurzelstock“) genannt.
Im deutschsprachigen Raum werden oder wurden für diese Pflanzenart, zum Teil nur regional, auch die folgenden weiteren Trivialnamen verwandt: Astrentza, Astrenza, Schwarz Astrenz, Astrenze (Bern, Graubünden), Bibernell (St. Gallen bei Sargans), Schwarze Gärisch (Bern), Isächrut (St. Gallen bei Obertoggenburg), Kaiserwurz, Magistranz, Schwarze Meisterwurz, Mutterwurz, Ostranz (Schlesien), Ostrik (Schlesien), Ostritz (Schlesien), Sanikel (Unterwalden), Schwarze Stränze (Uri), Talstern (Thüringen), Schwarz Ustranz und Wohlstand (Schlesien).

## Nutzung

### Zierpflanze
Wegen der hübschen Blütenstände wird die Große Sterndolde auch als Zierpflanze genutzt.

### Heilpflanze
Das Kraut enthält als wirksamkeitsbestimmende Inhaltsstoffe Rosmarinsäure, Flavonoide, Flavonolglykoside und Saponine (0,1 bis 0,2 Prozent). In der Volksheilkunde wird es bei Erkrankungen der Atemwege, Blutungen im Magen-Darm-Trakt sowie als Wundheilmittel eingesetzt.
Die Wurzeldroge hatte eine Bedeutung als Verwechslung und Verfälschung von Meisterwurz (Rhizoma Imperiatorae (albae)).

## Die Große Sterndolde in der Literatur
Albrecht von Haller beschreibt in seinem Lehrgedicht Die Alpen die Sterndolde 1729 wie folgt:
„Dort wirft ein glänzend Blatt, in Finger ausgekerbt, 

auf einen hellen Bach den grünen Widerschein. 

Der Blumen zarter Schnee, den matter Purpur färbt, 

schließt ein gestreifter Stern in weißen Strahlen ein.“